# Consorzio Produttori Indipendenti
Il Consorzio Produttori Indipendenti (C.P.I.) è stata un'etichetta discografica indipendente nata nel 1994 dalla fusione dell'etichetta I Dischi del Mulo e della casa di produzione Sonica.

## Storia

### I dischi del mulo
Dopo la pubblicazione di Epica Etica Etnica Pathos (1990) due fondatori dei CCCP - Fedeli alla linea, Massimo Zamboni e Giovanni Lindo Ferretti, decidono di creare una casa discografica per la produzione di artisti e gruppi alternativi, quali Üstmamò, Disciplinatha, Wolfango e Acid Folk Alleanza (AFA). Questa nuova etichetta, con sede a Reggio Emilia, viene battezzata I Dischi del Mulo.

### Sonica
Parallelamente Gianni Maroccolo insieme ai tecnici del suono Marzio Benelli dello Studio Emme, Giovanni Gasparini e Gianni Cicchi, dà vita a Firenze al centro di produzione Sonica, anche conosciuto come Sonica Factory.
Tra le prime produzioni, datate 1993, figurano album dei Joecool e Settore Out; tra i talenti scoperti i piemontesi Marlene Kuntz.

### C.P.I.
Tra il 1990 e il 1993 i CCCP rinascono come Consorzio Suonatori Indipendenti e nel 1994 i componenti dei C.S.I. decidono di unire le due esperienze discografiche, I Dischi del Mulo e Sonica, nel progetto Consorzio Produttori Indipendenti (C.P.I.).

#### Il Maciste
Autodefinitosi "Bollettino di Informazione per il C.P.I.", Il Maciste è stato un trimestrale gratuito che monitorava i lavori del C.P.I., completo di interviste agli artisti e ai produttori. L'intento della pubblicazione, tuttavia, non era solo informativo e descrittivo: Il Maciste voleva essere anche "un veicolo per proporre buona musica a prezzi accettabili" offrendo "l'opportunità di acquistare in anteprima, o in edizioni speciali e differenti da quelle immesse sul mercato ufficiale, tutte le produzioni del C.P.I.".

### Fine del progetto
Il 29 gennaio 1999 il percorso del C.P.I. giunge al termine; tutti i diritti passano alla Sonica Factory, che continua per qualche tempo il lavoro discografico del Consorzio.

## Artisti (parziale)

### I dischi del mulo
- Üstmamò
- Disciplinatha
- Acid Folk Alleanza (AFA)
- estAsia
- Wolfango

### C.P.I.
(dal 1º febbraio 1999 gli artisti passano alla Sonica Factory)
- Yo Yo Mundi
- Marlene Kuntz
- Corman & Tuscadu
- Santo Niente
- Andrea Chimenti
- Marco Parente
- Santa Sangre
- Ulan Bator
- Marco Paolini
- Giorgio Canali
- Ginevra Di Marco
- Massimo Fantoni / Francesco Tomei
- Miraspinosa
- Il Grande Omi
- Ottorino Ferrari
- Beau Geste/Africa X
- Divine
- Boliwar Miranda / Maurizio Dami
- Roberto Mariani
- Coro Delle Mondine Di Correggio
- Ci S'Ha
- Eh?
- AFA